# 1968-as Formula–1 amerikai nagydíj
Az 1968-as Formula–1 világbajnokság tizenegyedik futama az amerikai nagydíj volt.

## Futam
Watkins Glenben meglepetésre az első versenyét teljesítő Mario Andretti szerezte meg az első rajtkockát a Lotus-Forddal. A második helyről Stewart, a harmadikról Hill indult.

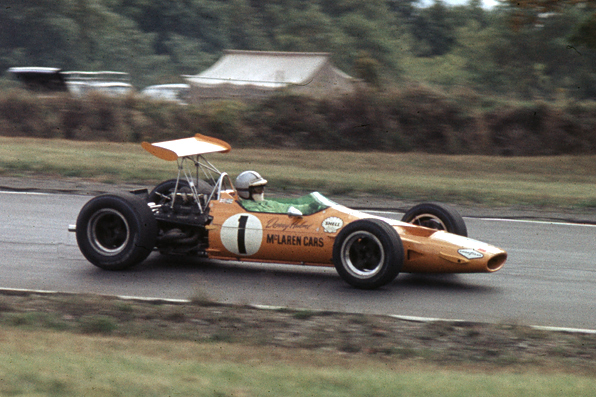
Denny Hulme Watkins Glenben

Andretti a rajt után nem sokáig tudta tartani első helyét, Stewart az első kör végén már vezetett. Amon Hill megelőzése után megcsúszott és visszaesett a mezőnyben. A 14. körben Andrettinek technikai problémája akadt, miután a boxba hajtott, a mezőny hátsó részéből elkezdett felzárkózni az élre, de kuplunghiba miatt kiesett. A versenyt Stewart nyerte Hill előtt. A harmadik helyen autózó Gurney megcsúszása után Surtees mögé esett vissza, de visszaelőzte az angolt. Végül mégis Surtees lett a harmadik, mivel Gurney defektet kapott.
| Helyezés | #  | Versenyző            | Csapat/Motor  | Futott körök | Idő/Kiesés oka      | Rajthely | Pontszám |
| -------- | -- | -------------------- | ------------- | ------------ | ------------------- | -------- | -------- |
| 1        | 15 | Jackie Stewart       | Matra-Ford    | 108          | 1:59:20,29          | 2        | 9        |
| 2        | 10 | Graham Hill          | Lotus-Ford    | 108          | + 24,68             | 3        | 6        |
| 3        | 5  | John Surtees         | Honda         | 107          | + 1 kör             | 9        | 4        |
| 4        | 14 | Dan Gurney           | McLaren-Ford  | 107          | + 1 kör             | 7        | 3        |
| 5        | 16 | Jo Siffert           | Lotus-Ford    | 105          | + 3 kör             | 12       | 2        |
| 6        | 2  | Bruce McLaren        | McLaren-Ford  | 103          | + 5 kör             | 10       | 1        |
| Kiesett  | 22 | Piers Courage        | BRM           | 93           | Kifogyott üzemanyag | 14       |          |
| Kiesett  | 1  | Denny Hulme          | McLaren-Ford  | 92           | Baleset             | 5        |          |
| HN       | 19 | Lucien Bianchi       | Cooper-BRM    | 88           | Helyezés nélkül     | 20       |          |
| Kiesett  | 3  | Jack Brabham         | Brabham-Repco | 77           | Motorhiba           | 8        |          |
| Kiesett  | 4  | Jochen Rindt         | Brabham-Repco | 73           | Motorhiba           | 6        |          |
| Kiesett  | 18 | Vic Elford           | Cooper-BRM    | 71           | Motorhiba           | 17       |          |
| Kiesett  | 8  | Pedro Rodríguez      | BRM           | 66           | Felfüggesztés       | 11       |          |
| HN       | 17 | Jo Bonnier           | McLaren-BRM   | 62           | Helyezés nélkül     | 18       |          |
| Kiesett  | 6  | Chris Amon           | Ferrari       | 59           | Vízpumpa            | 4        |          |
| Kiesett  | 21 | Jean-Pierre Beltoise | Matra         | 44           | Erőátvitel          | 13       |          |
| Kiesett  | 9  | Bobby Unser          | BRM           | 35           | Motorhiba           | 19       |          |
| Kiesett  | 12 | Mario Andretti       | Lotus-Ford    | 32           | Kuplung             | 1        |          |
| Kiesett  | 7  | Derek Bell           | Ferrari       | 14           | Motorhiba           | 15       |          |
| NI       | 11 | Jackie Oliver        | Lotus-Ford    | 0            | Nem állt rajthoz    |          |          |

## Statisztikák
Vezető helyen:
- Jackie Stewart: 108 (1-108)

Jackie Stewart 5. győzelme, 2. leggyorsabb köre, Mario Andretti 1. pole-pozíciója.
- Matra 3. győzelme.

Mario Andretti első versenye.